# Stephen Michael Conroy

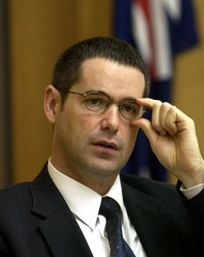
Stephen Conroy

Stephen Michael Conroy (* 18. Januar 1963 in Ely, Cambridgeshire, England) ist ein australischer Politiker.

## Leben
Nach seiner Schulzeit studierte Conroy Wirtschaftswissenschaften an der University of Canberra. Conroy ist Mitglied der Australian Labor Party. 2007 bis 2013 war Conroy Minister für Breitband, Kommunikation und digitale Ökonomie in Australien. 
Conroy ist verheiratet, hat eine Tochter und ist römisch-katholisch.